# Verwaltungsgemeinschaft Mittelzentrum Artern

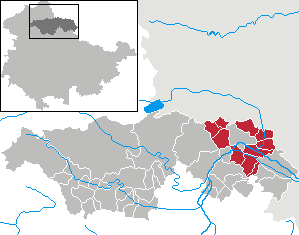
Lage der ehemaligen Verwaltungsgemeinschaft im Kyffhäuserkreis

In der Verwaltungsgemeinschaft Mittelzentrum Artern aus dem thüringischen Kyffhäuserkreis hatten sich zehn Gemeinden zur Erledigung ihrer Verwaltungsgeschäfte zusammengeschlossen.
Sitz der Verwaltungsgemeinschaft war in Artern/Unstrut, das der Verwaltungsgemeinschaft nicht angehört. Letzte Vorsitzende der Verwaltungsgemeinschaft war Anja Reckling.

## Gemeinden
1. Borxleben
2. Gehofen
3. Heygendorf
4. Ichstedt
5. Kalbsrieth
6. Mönchpfiffel-Nikolausrieth
7. Nausitz
8. Reinsdorf
9. Ringleben
10. Voigtstedt

## Geschichte
Die Verwaltungsgemeinschaft wurde am 25. November 1993 als Verwaltungsgemeinschaft Artern-Reinsdorf gegründet, zu der auch die Stadt Artern/Unstrut gehörte. Am 29. Juni 1994 erfolgte die Umbenennung in den endgültigen Namen. Am 16. November 1995 verließen Artern und Schönfeld die Verwaltungsgemeinschaft und fusionierten.
Im Rahmen der Gebietsreform in Thüringen wurde die Verwaltungsgemeinschaft am 1. Januar 2019 aufgelöst. Heygendorf und Voigtstedt schlossen sich mit Artern/Unstrut zur neuen Stadt und Landgemeinde Artern zusammen. Diese wurde erfüllende Gemeinde für Borxleben, Gehofen, Kalbsrieth, Mönchpfiffel-Nikolausrieth und Reinsdorf. Ichstedt und Ringleben wurden in die Stadt Bad Frankenhausen/Kyffhäuser eingemeindet. Nausitz schloss sich mit den Städten Roßleben und Wiehe sowie der Gemeinde Donndorf zur Stadt und Landgemeinde Roßleben-Wiehe zusammen.